# Aloe tenuior

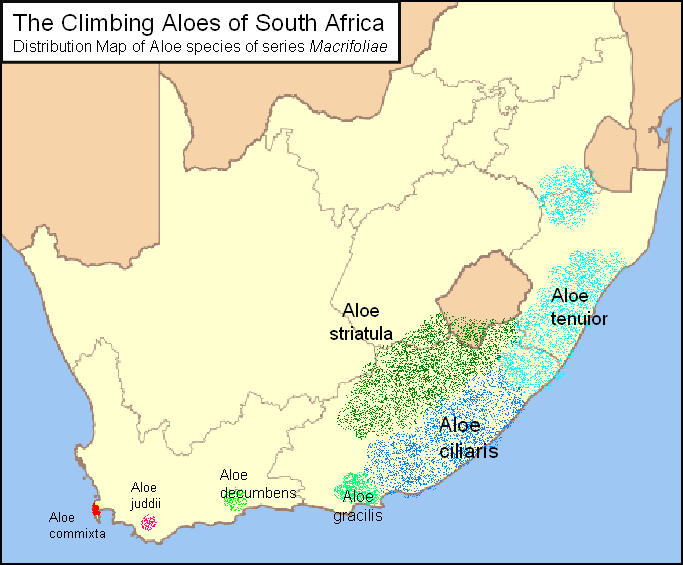
Verbreitungsgebiet

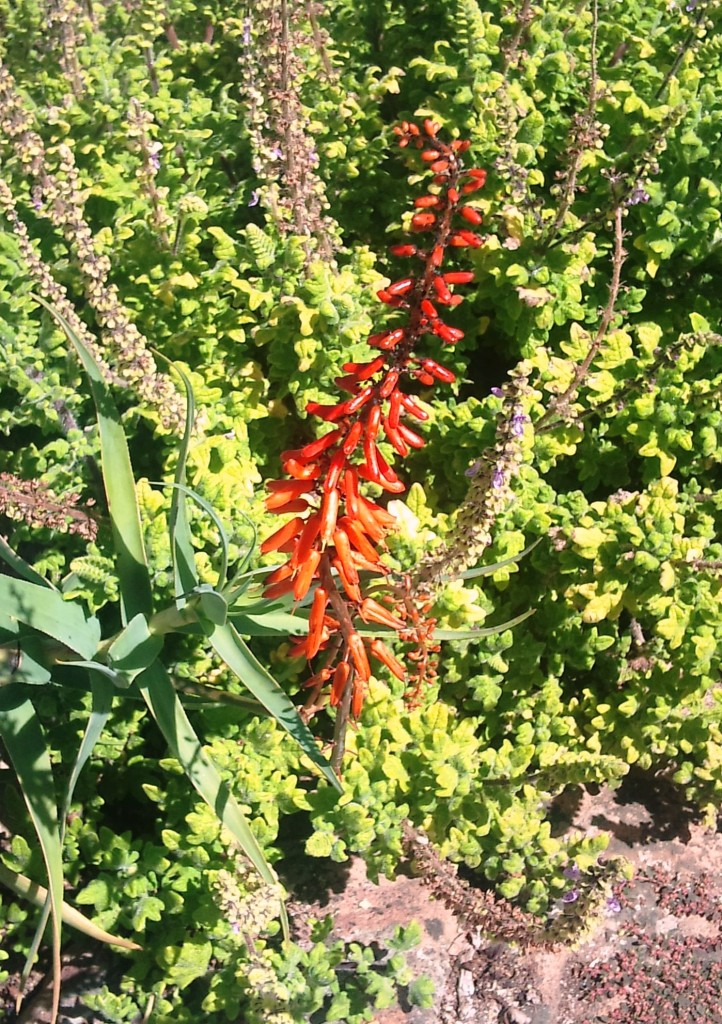
Rot blühende Art

Aloe tenuior ist eine Pflanzenart der Gattung der Aloen in der Unterfamilie der Affodillgewächse (Asphodeloideae). Das Artepitheton tenuior stammt aus dem Lateinischen, bedeutet ‚schlank‘ und verweist auf die schlanken Zweige der Art.

## Beschreibung

### Vegetative Merkmale
Aloe tenuior wächst stammbildend und verzweigt. Aufrechte Stämme sind bis zu 60 Zentimeter hoch und 1,5 Zentimeter dick. Sind die Stämme ausgebreitet bis niederliegend, spreizklimmend oder werden durch die Umgebungsvegetation gestützt, dann  erreichen sie eine Länge von bis zu 300 Zentimeter. Die linealisch-lanzettlichen Laubblätter bilden eine lockere Rosette, die manchmal auf bis 20 Zentimetern unterhalb der Stammspitze ausdauernd ist. Die glauk-grüne Blattspreite ist 10 bis 18 Zentimeter lang und 1 bis 2,2 Zentimeter breit. Die sehr schmalen, weißen Ränder sind knorpelig. Die weißen Zähne am Blattrand sind bis zu 0,5 Millimeter lang und stehen 1 bis 2 Millimeter voneinander entfernt. Die undeutlich grün linierten Blattscheiden sind 5 bis 25 Millimeter lang.

### Blütenstände und Blüten
Der Blütenstand ist einfach oder weist ein bis zwei Zweige auf. Er erreicht eine Länge von 35 bis 40 Zentimeter (selten bis 50 Zentimeter). Die ziemlich dichten bis dichten, zylindrischen, leicht spitz zulaufenden Trauben sind 10 bis 20 Zentimeter lang und 4 Zentimeter breit. Die linealisch-deltoiden, spitz zulaufenden Brakteen weisen eine Länge von etwa 5 Millimeter auf. Die gelben oder roten und gelb gespitzten Blüten stehen an 3 bis 5 Millimeter langen Blütenstielen. Die Blüten sind 11 bis 15 Millimeter lang und an ihrer Basis kurz verschmälert. Oberhalb des Fruchtknotens sind sie sehr leicht verengt und schließlich zur Mündung erweitert. Ihre Perigonblätter sind auf einer Länge von etwa 3 bis 6 Millimetern nicht miteinander verwachsen. Die Staubblätter und der Griffel ragen 4 bis 6 Millimeter aus der Blüte heraus.

### Genetik
Die Chromosomenzahl beträgt {\displaystyle 2n=14}.

## Systematik und Verbreitung
Aloe tenuior ist in Südafrika verbreitet. Aloe tenuior var. tenuior wächst in der südafrikanischen Provinz Ostkap im Dornbusch sowie offenen Landschaften und gelegentlich an steilen Hängen. Aloe tenuior var. viridifolia ist nur aus dem Gebiet des Typusfundortes im Addo-Elefanten-Nationalpark bekannt, wo die Varietät in Höhen von 300 bis 500 Metern im trockenen quarzitischen Fynbos wächst.
Die Erstbeschreibung durch Adrian Hardy Haworth wurde 1825 veröffentlicht. Ein nomenklatorisches Synonym ist Aloiampelos tenuior (Haw.) Klopper & Gideon F.Sm. (2013).
Es werden folgende Varietäten unterschieden:
- Aloe tenuior var. tenuior
- Aloe tenuior var. viridifolia van Jaarsv.

Aloe tenuior var. tenuior

Folgende Taxa wurden als Synonym in die Art einbezogen: Aloe tenuior var. glaucescens Zahlbr. (1900), Aloe tenuior var. decidua Reynolds (1936), Aloe tenuior var. rubriflora Reynolds (1936) und Aloe tenuior var. densiflora Reynolds (1950).
Aloe tenuior var. viridifolia

Die Unterschiede zu Aloe tenuior var. tenuior sind: Die leuchtend glänzend grünen Blätter der Varietät sind 5 bis 9 Zentimeter lang und 0,6 bis 1 Zentimeter breit. Der Blattrand ist ganzrandig. Die Erstbeschreibung durch Ernst Jacobus van Jaarsveld wurde 2007 veröffentlicht.

## Nachweise